# Burmoniscus bartolozzii
Burmoniscus bartolozzii är en kräftdjursart som beskrevs av Stefano Taiti och Manicastri 1988. Burmoniscus bartolozzii ingår i släktet Burmoniscus och familjen Philosciidae. Inga underarter finns listade i Catalogue of Life.